# 미나미와카마쓰역
미나미와카마쓰역(일본어: 南若松駅)은 일본 후쿠시마현 아이즈와카마쓰시에 있는 아이즈 철도 아이즈 선의 역이다.

## 역사
- 1995년 8월 10일: 아이즈 철도 개통과 동시에 영업 개시.

## 역 구조
단선 승강장 1면 1선의 지상역으로 무인역이다. 역사와 승강장은 슬로프로 연결된다.

## 역 주변
- 몬덴 우체국
- 아이즈 종합 운동공원 - 도보 15분, 임시로 버스가 발착하기도 한다.
- 아이즈 돔 - 도보로 약 20분.

## 인접역
| 아이즈 철도 ■ 아이즈 선        | 아이즈 철도 ■ 아이즈 선                          | 아이즈 철도 ■ 아이즈 선      |
| ------------------------------ | ------------------------------------------------ | ---------------------------- |
| 니시와카마쓰 니시와카마쓰 방면 | □ 쾌속 "AIZU 마운트 익스프레스"(1호 이외) ■ 보통 | 몬덴 아이즈코겐오제구치 방면 |